# 공유 자원 (경제학)
경제학에서 공유 자원(共有資源) 또는 공유재는 배제성이 없으면서 경합성이 있는 재화를 말한다. 공공재와 공유 자원은 소비의 대가를 지불하지 않은 사람이 소비하지 못하도록 배제할 수 없다는 비배제성을 공통적으로 가지지만, 공유 자원은 공공재와는 달리 어느 한 사람의 소비로 인해 다른 소비자가 소비할 수 있는 가능성에 제한을 받게 된다.

## 공유지의 비극 문제
공유 자원은 비용을 부담하지 않더라도 누구나 이용할 수 있다는 특성으로 인해 과잉 소비가 이루어지는 문제가 발생한다. 공유 자원은 유한하지만 누구나 이용할 수 있다는 특성 때문에 쉽게 고갈되는 문제가 발생하는데, 이를 공유지의 비극이라고 한다.

## 같이 보기
- 공유지의 비극
- 게임 이론
- 공공재

|          | 배제성                                           | 비배제성                         |
| 경합성   | 사유재 음식, 옷, 장난감, 가구, 자동차            | 공유 자원 물, 생선, 사냥         |
| 비경합성 | 클럽재(자연 독점 재화) 케이블 TV방송, 전력, 수도 | 공공재 국방, 치안, 지상파 TV방송 |